# American Coaster Enthusiasts
De American Coaster Enthusiasts, afgekort ACE, is een non-profit organisatie die zich focust op de beleving, kennis en behoud van achtbanen en tevens erkennen zij architecturale en ingenieurtechnische oriëntatiepunten.
De organisatie erkent achtbanen met een historische waarde en bekroont deze met een Coaster Classic Award en/of verschaft deze de status van ACE Coaster Landmark om hiermee de belangrijkheid van deze bouwwerken te benadrukken.

## Ontstaan

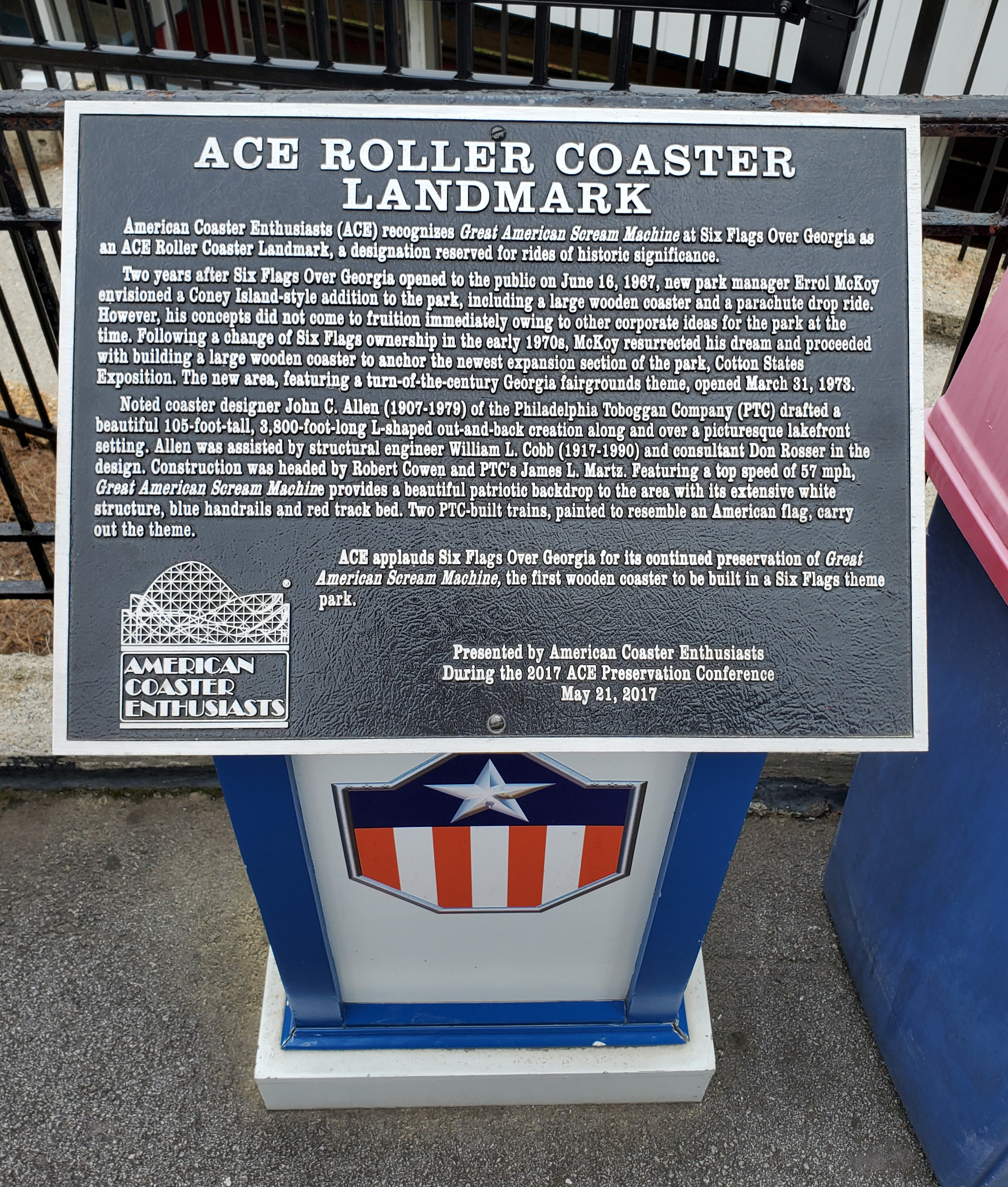
Voorbeeld van een ACE Roller Coaster Landmark uitgereikt aan de achtbaan Great American Scream Machine in Six Flags Over Georgia.

Het idee van de organisatie ontstond toen Roy Brashears, Paul Greenwald en Richard Munch elkaar in 1977 ontmoetten bij de promotie van een rollercoastermarathon voor de film Rollercoaster. Hun gedeelde passie voor achtbanen deed hen besluiten om in juni 1978 een evenement te organiseren in Busch Gardens Williamsburg genaamd de Coaster Con I. Op de laatste dag werd de naam American Coaster Enthusiasts gekozen. Sindsdien wordt er jaarlijks een Coaster Con-evenement georganiseerd.

## Organisatie
De leden van de organisatie zijn bijna allemaal vrijwilligers waarvan iedereen een passie voor achtbanen heeft. Er zijn inmiddels een aantal onderafdelingen ontstaan waarvan de meeste in de Verenigde Staten zijn, maar er is ook een ACE fanclub in Europa.
Het belangrijkste evenement is de Coaster Con. Deze wordt vaak in pretparken gehouden. De organisatie organiseert een aantal bijeenkomsten en evenementen, zoals een georganiseerde reis, conferenties over achtbanen en het behoud hiervan, lezingen van erkende afgevaardigden van bedrijven uit de achtbaanwereld en meer. Leden krijgen ook vaak exclusieve rijtijd (ERT) op achtbanen in de pretparken waar de Coaster Con is georganiseerd, buiten de reguliere openingsuren van het pretpark.

## Onderscheidingen
De ACE heeft twee onderscheidingen die het uitreikt aan bepaalde achtbanen. Dit zijn de ACE Coaster Classics Award en de ACE Roller Coaster Landmark Award. Door aanpassingen van de achtbaan of de verwijdering ervan kunnen sommige awards worden ingetrokken. Het doel is om de bedrijven die de eigenaren van de achtbanen zijn de waarde van hun achtbanen te laten inzien zodat deze achtbanen behouden blijven.

### ACE Coaster Classics Award
| Achtbaan              | Park                                | Land                | Openingsjaar                        | Jaar onderscheiden  | Status          |
| --------------------- | ----------------------------------- | ------------------- | ----------------------------------- | ------------------- | --------------- |
| Big Dipper            | Camden Park                         | Verenigde Staten    | 1958                                | Onbekend            | Werkend         |
| Blue Flyer            | Blackpool Pleasure Beach            | Verenigd Koninkrijk | 1934                                | Onbekend            | Werkend         |
| Blue Streak           | Conneaut Lake Park                  | Verenigde Staten    | 1938                                | 1993                | Gesloopt 2022   |
| Classic Coaster       | Washington State Fair               | Verenigde Staten    | 1935                                | Onbekend            | Werkend         |
| Comet                 | Waldameer Park                      | Verenigde Staten    | 1951                                | Onbekend            | Werkend         |
| Cyclone               | Lakeside Amusement Park             | Verenigde Staten    | 1940                                | Onbekend            | Werkend         |
| Cyclone               | Luna Park, Coney Island             | Verenigde Staten    | 1927                                | Onbekend            | Werkend         |
| Cyclone               | Williams Grove Amusement Park       | Verenigde Staten    | 1933                                | Onbekend            | Gesloten 2005   |
| High Roller           | Valleyfair                          | Verenigde Staten    | 1976                                | 1996                | Werkend         |
| Hochschaubahn         | Wurstelprater                       | Oostenrijk          | 1950                                | Onbekend            | Werkend         |
| Hullámvasút           | Vidámpark                           | Hongarije           | 1926                                | Onbekend            | Gesloten 2015   |
| Jack Rabbit           | Kennywood                           | Verenigde Staten    | 1920                                | Onbekend            | Werkend         |
| Kiddy Coaster         | Playland Park                       | Verenigde Staten    | 1928                                | Onbekend            | Werkend         |
| Leap-The-Dips         | Lakemont Park                       | Verenigde Staten    | 1902                                | Onbekend            | Werkend         |
| Lil' Dipper           | Camden Park                         | Verenigde Staten    | 1961                                | Onbekend            | Werkend         |
| Little Dipper         | Six Flags Great America             | Verenigde Staten    | Gebouwd 1950; verplaatst 2010       | Onbekend            | Werkend         |
| Meteor                | Little Amerricka                    | Verenigde Staten    | Gebouwd 1953; verplaatst 2003, 2007 | Onbekend            | Werkend         |
| Montaña Suiza         | Parque de Atracciones Monte Igueldo | Spanje              | 1928                                | Nog niet uitgereikt | Werkend         |
| Nickelodeon Streak    | Blackpool Pleasure Beach            | Verenigd Koninkrijk | 1933                                | Onbekend            | Werkend         |
| Roller Coaster        | Great Yarmouth Pleasure Beach       | Verenigd Koninkrijk | 1932                                | Onbekend            | Werkend         |
| Rutschebanen          | Tivoli Gardens                      | Denemarken          | 1914                                | Onbekend            | Werkend         |
| Scenic Railway        | Luna Park, Melbourne                | Australië           | 1912                                | Onbekend            | Werkend         |
| Sea Dragon            | Rides At Adventure Cove             | Verenigde Staten    | 1956                                | Onbekend            | Werkend         |
| Skyliner              | Lakemont Park                       | Verenigde Staten    | 1960; verplaatst 1987               | Onbekend            | SBNO sinds 2024 |
| Teddy Bear            | Stricker's Grove                    | Verenigde Staten    | 1996                                | Onbekend            | Werkend         |
| Thunderbolt           | Kennywood                           | Verenigde Staten    | 1924                                | Onbekend            | Werkend         |
| Tomahawk              | PortAventura Park                   | Spanje              | 1997                                | Nog niet uitgereikt | Werkend         |
| Vuoristorata          | Linnanmäki                          | Finland             | 1951                                | 2001                | Werkend         |
| Wooden Roller Coaster | Playland (Vancouver)                | Canada              | 1958                                | Onbekend            | Werkend         |
| Zach's Zoomer         | Michigan's Adventure                | Verenigde Staten    | 1994                                | Onbekend            | Werkend         |

#### TeruggetrokkenACE Coaster Classics Award
| Achtbaan          | Park                           | Land             | Openingsjaar                                 | Onderscheiden | Teruggetrokken | Status        |
| ----------------- | ------------------------------ | ---------------- | -------------------------------------------- | ------------- | -------------- | ------------- |
| Blue Streak       | Cedar Point                    | Verenigde Staten | 1964                                         | Onbekend      | Onbekend       | Werkend       |
| Coastersaurus     | Legoland Florida               | Verenigde Staten | 2004                                         | Onbekend      | Onbekend       | Werkend       |
| Ghoster Coaster   | Canada's Wonderland            | Canada           | 1981                                         | Onbekend      | Onbekend       | Werkend       |
| Legend            | Arnolds Park                   | Verenigde Staten | 1927                                         | Onbekend      | Onbekend       | Werkend       |
| Montaña Rusa      | La Feria de Chapultepec Mágico | Mexico           | 1964                                         | Onbekend      | Onbekend       | Gesloopt 2022 |
| Nightmare         | Joyland                        | Verenigde Staten | 1949                                         | Onbekend      | Onbekend       | Gesloopt 2015 |
| Rollo Coaster     | Idlewild and Soak Zone         | Verenigde Staten | 1938                                         | Onbekend      | Onbekend       | Werkend       |
| Rutschebanen      | Dyrehavsbakken (Bakken)        | Denemarken       | 1932                                         | Onbekend      | 2009           | Werkend       |
| Starliner         | Cypress Gardens Adventure Park | Verenigde Staten | Gebouwd 1963; verplaatst 2007                | Onbekend      | Onbekend       | Gesloopt 2008 |
| Wildcat           | Frontier City                  | Verenigde Staten | 1991                                         | Onbekend      | Onbekend       | Werkend       |
| Woodstock Express | Kings Island                   | Verenigde Staten | 1972                                         | Onbekend      | Onbekend       | Werkend       |
| Woodstock Express | Kings Dominion                 | Verenigde Staten | 1974                                         | Onbekend      | Onbekend       | Werkend       |
| Woodstock Express | Carowinds                      | Verenigde Staten | 1975                                         | Onbekend      | Onbekend       | Werkend       |
| Zippin Pippin     | Bay Beach Amusement Park       | Verenigde Staten | Gebouwd 1912, 1915, or 1917; verplaatst 2010 | Onbekend      | Onbekend       | Werkend       |

### ACE Roller Coaster Landmark Award
| Achtbaan                      | Park                            | Land                | Openingsjaar                                                                          | Onderscheiden       | Status        |
| ----------------------------- | ------------------------------- | ------------------- | ------------------------------------------------------------------------------------- | ------------------- | ------------- |
| Batman: The Ride              | Six Flags Great America         | Verenigde Staten    | 1992                                                                                  | 2005                | Werkend       |
| The Beast                     | Kings Island                    | Verenigde Staten    | 1979                                                                                  | 2004                | Werkend       |
| Big Dipper                    | Geauga Lake                     | Verenigde Staten    | 1925                                                                                  | Nooit uitgereikt    | Gesloopt 2016 |
| Big Dipper                    | Camden Park                     | Verenigde Staten    | 1958                                                                                  | 2019                | Werkend       |
| Big Dipper                    | Pleasure Beach Blackpool        | Verenigd Koninkrijk | 1923                                                                                  | 2024                | Werkend       |
| Blue Streak                   | Cedar Point                     | Verenigde Staten    | 1964                                                                                  | 2022                | Werkend       |
| Blue Streak                   | Conneaut Lake Park              | Verenigde Staten    | 1938                                                                                  | 2010                | Gesloopt 2022 |
| Cannon Ball                   | Lake Winnepesaukah              | Verenigde Staten    | 1967                                                                                  | 2017                | Werkend       |
| Classic Coaster               | Washington State Fair           | Verenigde Staten    | 1935                                                                                  | 2013                | Werkend       |
| The Comet                     | Six Flags Great Escape          | Verenigde Staten    | Gebouwd 1948; verplaatst 1994                                                         | 2009                | Werkend       |
| Comet                         | Hersheypark                     | Verenigde Staten    | 1946                                                                                  | 2021                | Werkend       |
| Coney Island Cyclone          | Luna Park                       | Verenigde Staten    | 1927                                                                                  | 2002                | Werkend       |
| Corkscrew                     | Silverwood Theme Park           | Verenigde Staten    | Gebouwd 1975; verplaatst 1990                                                         | 2011                | Werkend       |
| Cyclone                       | Lakeside Amusement Park         | Verenigde Staten    | 1940                                                                                  | 2003                | Werkend       |
| Dragon Coaster                | Playland                        | Verenigde Staten    | 1929                                                                                  | 2009                | Werkend       |
| Giant Dipper                  | Santa Cruz Beach Boardwalk      | Verenigde Staten    | 1924                                                                                  | 2007                | Werkend       |
| Giant Dipper                  | Belmont Park                    | Verenigde Staten    | 1925                                                                                  | 2010                | Werkend       |
| Grand National                | Pleasure Beach Blackpool        | Verenigd Koninkrijk | 1935                                                                                  | 2024                | Werkend       |
| Great American Scream Machine | Six Flags Over Georgia          | Verenigde Staten    | 1973                                                                                  | 2017                | Werkend       |
| Jack Rabbit                   | Seabreeze Amusement Park        | Verenigde Staten    | 1920                                                                                  | 2015                | Werkend       |
| Jack Rabbit                   | Kennywood                       | Verenigde Staten    | 1920                                                                                  | 2010                | Werkend       |
| Kiddy Coaster                 | Playland                        | Verenigde Staten    | 1928                                                                                  | 2018                | Werkend       |
| Leap-The-Dips                 | Lakemont Park                   | Verenigde Staten    | 1902                                                                                  | 2002                | Werkend       |
| Legend                        | Arnolds Park                    | Verenigde Staten    | 1930                                                                                  | 2006                | Werkend       |
| Loch Ness Monster             | Busch Gardens Williamsburg      | Verenigde Staten    | 1978                                                                                  | 2003                | Werkend       |
| Magnum XL-200                 | Cedar Point                     | Verenigde Staten    | 1989                                                                                  | 2004                | Werkend       |
| Matterhorn Bobsleds           | Disneyland Park                 | Verenigde Staten    | 1959                                                                                  | Nog niet uitgereikt | Werkend       |
| Montaña Rusa                  | La Feria Chapultepec Mágico     | Mexico              | 1964                                                                                  | 2017                | Gesloopt 2022 |
| Montezooma's Revenge          | Knott's Berry Farm              | Verenigde Staten    | 1978                                                                                  | 2019                | Werkend       |
| The New Revolution            | Six Flags Magic Mountain        | Verenigde Staten    | 1976                                                                                  | 2002                | Werkend       |
| Phoenix                       | Knoebels                        | Verenigde Staten    | Gebouwd in 1948; Verplaatst in 1985                                                   | 2005                | Werkend       |
| The Racer                     | Kings Island                    | Verenigde Staten    | 1972                                                                                  | 2007                | Werkend       |
| Racer                         | Kennywood                       | Verenigde Staten    | 1927                                                                                  | 2010                | Werkend       |
| Racer 75                      | Kings Dominion                  | Verenigde Staten    | 1975                                                                                  | 2003                | Werkend       |
| The Raven                     | Holiday World                   | Verenigde Staten    | 1995                                                                                  | 2016                | Werkend       |
| The Riddler Mindbender        | Six Flags Over Georgia          | Verenigde Staten    | 1978                                                                                  | 2008                | Werkend       |
| Roller Coaster                | Lagoon Amusement Park           | Verenigde Staten    | 1921                                                                                  | 2005                | Werkend       |
| Runaway Mine Train            | Six Flags Over Texas            | Verenigde Staten    | 1966                                                                                  | 2006                | Werkend       |
| Rutschebanen                  | Tivoli Gardens                  | Denemarken          | 1914                                                                                  | 2023                | Werkend       |
| Screamin' Eagle               | Six Flags St. Louis             | Verenigde Staten    | 1976                                                                                  | 2016                | Werkend       |
| Sea Dragon                    | Columbus Zoo and Aquarium       | Verenigde Staten    | 1956                                                                                  | 2022                | Werkend       |
| Swamp Fox                     | Family Kingdom Amusement Park   | Verenigde Staten    | 1966                                                                                  | 2016                | Werkend       |
| Thunderbolt                   | Kennywood                       | Verenigde Staten    | Gebouwd in 1924 (als Pippin); Herbouwd 1968                                           | 2014                | Werkend       |
| Thunderbolt                   | Six Flags New England           | Verenigde Staten    | 1941                                                                                  | 2008                | Werkend       |
| Thunderhawk                   | Dorney Park & Wildwater Kingdom | Verenigde Staten    | 1924                                                                                  | 2021                | Werkend       |
| Tornado                       | Adventureland                   | Verenigde Staten    | 1978                                                                                  | 2024                | Werkend       |
| Whizzer                       | Six Flags Great America         | Verenigde Staten    | 1976                                                                                  | 2012                | Werkend       |
| Wildcat                       | Lake Compounce                  | Verenigde Staten    | 1927                                                                                  | 2008                | Werkend       |
| The Wild One                  | Six Flags America               | Verenigde Staten    | Gebouwd in 1917 (als The Giant Coaster); Herbouwd in 1932 en 1963; Verplaatst in 1986 | 2018                | Werkend       |
| Wooden Roller Coaster         | Playland                        | Canada              | 1958                                                                                  | 2009                | Werkend       |
| Yankee Cannonball             | Canobie Lake Park               | Verenigde Staten    | 1930                                                                                  | 2013                | Werkend       |